# Josef Seidl (Politiker, 1913)
Josef Seidl (* 11. Juni 1913 in Wien; † 22. September 1998 ebenda) war ein österreichischer Politiker der Sozialistischen Partei Österreichs (SPÖ).

## Ausbildung und Beruf
Nach dem Besuch der Volksschule und der Realschule besuchte er eine Mittlere technische Lehranstalt für Elektro- und Maschinenbau. Er arbeitete ans technischer Angestellter und ab 1945 als Polizeibeamter (Polizeigruppeninspektor).

## Politische Funktionen
- 1934: Mitglied der Sozialistischen Arbeiterjugend
- ab 1945: Mitglied und Funktionär der SPÖ und der Gewerkschaft der öffentlich Bediensteten

Er war auch Vorsitzender-Stellvertreter der Gewerkschaft der öffentlich Bediensteten.

## Politische Mandate
- 19. Mai 1967 bis 13. November 1978: Mitglied des Bundesrates (XI., XII., XIII.  und XIV. Gesetzgebungsperiode), SPÖ